# Nova Pinheirópolis
Nova Pinheirópolis é um distrito da cidade brasileira de Porto Nacional, no estado do Tocantins.
Tem mais de 50 anos, e uma população de 1.562 habitantes.